# 이데아론
이데아론은 플라톤이 처음 주장한 형이상학 이론이다. 플라톤에 따르면, 이데아론에서 이데아는 현상 세계 밖의 세상이며 이데아는 모든 사물의 원인이자 본질이다. 예를 들면 인간의 이데아는 현실 세계의 인간에 대한 원인으로, 인간의 이데아가 있기 때문에 현상 세계에 인간이 실재하는 것을 들 수 있다. 또한,중요한 것은 현상 세계에서 모든 것들은 낡고 사라지는 것에 반해, 이데아는 시간이 흘러도 그 모습을 변치 않으며 현상 세계의 사물들이 궁극적으로 되고자 하는 것이 이데아라는 점이다. 이데아론에서 이데아는 오로지 인간의 이성으로만 알 수 있으며, 원래 인간이 있던 곳이다. 그런데 플라톤은 인간이 현실세계로 오면서 레테의 강을 건너게 되어 이데아 세계에 대한 기억을 상실하여 이데아를 기억해 내지 못한다고 주장한다.
흔히 오해하기를, 이데아를 인간의 이성으로 알 수 있다고 해서 이데아가 인간 내에 있다고 생각한다. 하지만, 이것은 그릇된 생각으로 이데아는 인간 속에 있는 것이 아니다. 다만, 인간의 이성으로 알 수 있을 뿐이다. 따라서 인간이 모두 사라지더라도 이데아는 사라지지 않는다. 또한, 이데아론이 플라톤의 분유와 모순되는 관계가 있는 것으로 볼 수도 있지만, 플라톤은 모든 사물들이 원래 이데아의 일부를 가진 것으로 본다. (예를 들어 책상의 이데아가 부분적으로 현상 세계의 책상에 나타나고, 아름다움의 이데아가 부분적으로 사물에 나타나는 것을 들 수 있다.)
앞서 설명한 것과 같이 현상 세계의 모든 사물은 이데아의 일부를 가지며, 이데아와 일치하지는 않는다. 따라서 사람이 만든 사물은 이데아에 존재하는 사물과는 유사점이 있지만 일치하지는 않는다. 또한, 화가가 그린 사물에 대한 그림은 실제 사물보다 이데아와 더욱 멀어진다. 플라톤은 이러한 의미에서 예술을 비판하는데, 현상 세계의 사물보다 이데아에서 더 멀어진 것들을 부정적으로 보았기 때문이다.
이데아론은 흔히 동굴 속에 있는 그림자에 비유하기도 한다. 절대 뒤돌아 볼 수도, 움직일 수도 없는 인간들이 있는 동굴에 사물들의 빛이 동굴 벽면에 비치면 인간들은 그 그림자를 사물 자체로 인식한다. 그러나 그것은 그저 가짜 허상에 불과하다. 이 비유는 이데아론에 있어 널리 알려진 것이나, 이것은 나중에 아리스토텔레스가 질료-형상 이론에서 비판받기도 한다. 또 다른 비판으로는 '때나 이와 같은 더럽고 추악하다고 여겨지는 것들도 이데아가 있는 것인가?'라는 것이 있는데, 여기서 플라톤은 때와 이 등의 이데아를 인정하였다. 그러나 사악함과 쇠약함과 같은 이데아는 인정하지 않았는데, 그것은 선함과 건강함이 부족해 나타나는 것으로 보았기 때문이다.
중세시대에는 이데아론은 유명론으로도 비판받는다. 유명론이란, 보편적인 개념은 말뿐이라는 것으로, 실제로 보편적인 개념은 존재하지 않는다. 만약 유명론이 참이라면, 세상에 보편적인 개념은 존재하지 않기 때문에, 이데아론은 성립한다고 보기 어렵다.

## 같이 보기
- 관념론
- 플라톤
- 플라톤주의
- 신플라톤주의
- 피타고라스주의
- 신피타고라스주의